# تاريخ القوات الجوية الإيرانية

الشعار الرسمي للقوات الجوية الملكية الإيرانية

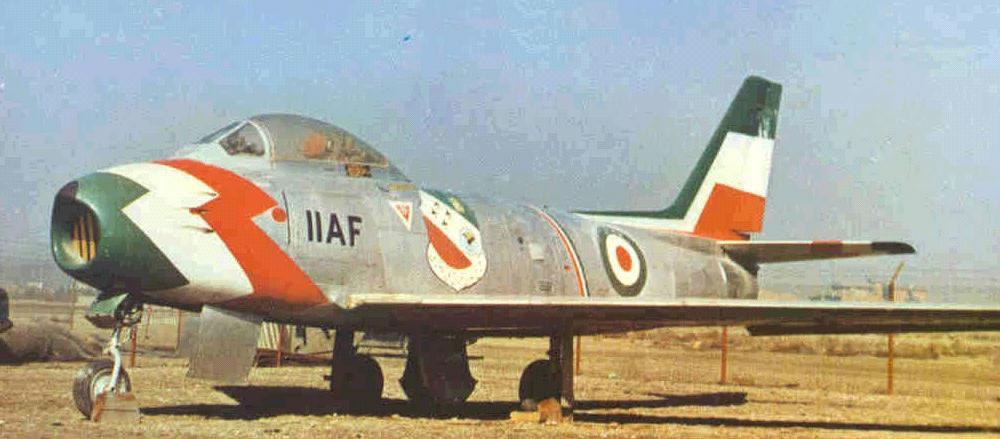
طائرة إف-86 التابعة للقوات الجوية الإمبراطورية الإيرانية

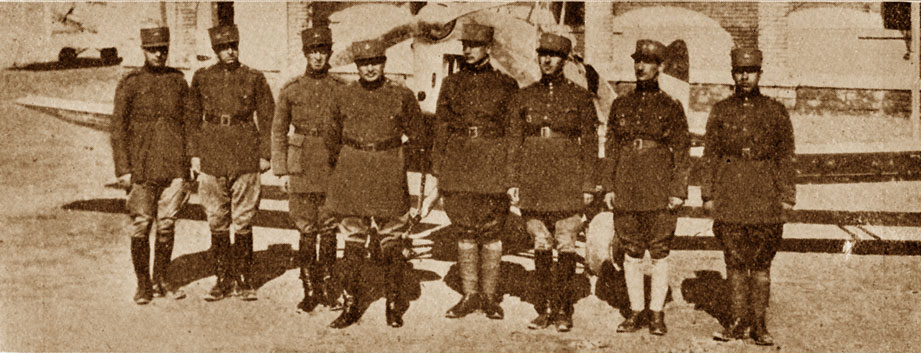
ضباط الطيران للقوات الجوية الإمبراطورية الإيرانية عام 1933م التي تسمى في ذلك الوقت "القوات الجوية الفارسية".

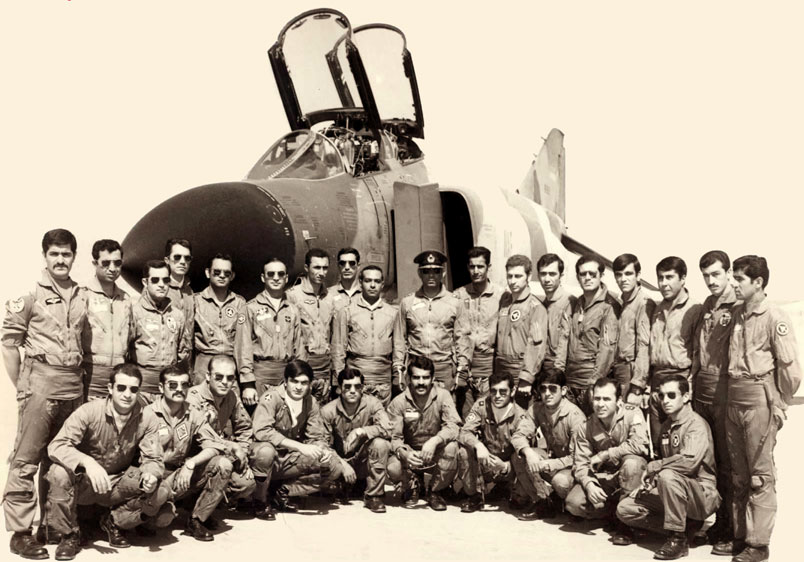
ضباط القوات الجوية الإمبراطورية الإيرانية عام 1971م ، ويظهر في خلف الصورة طائرة إف 4 فانتوم الثانية.

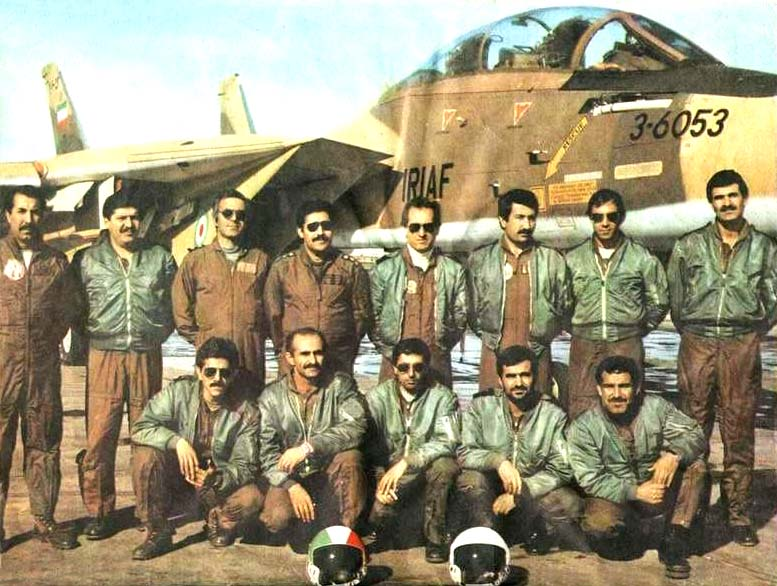
القوات الجوية الإسلامية الإيرانية في أول ظهورها شهر سبتمبر 1979م

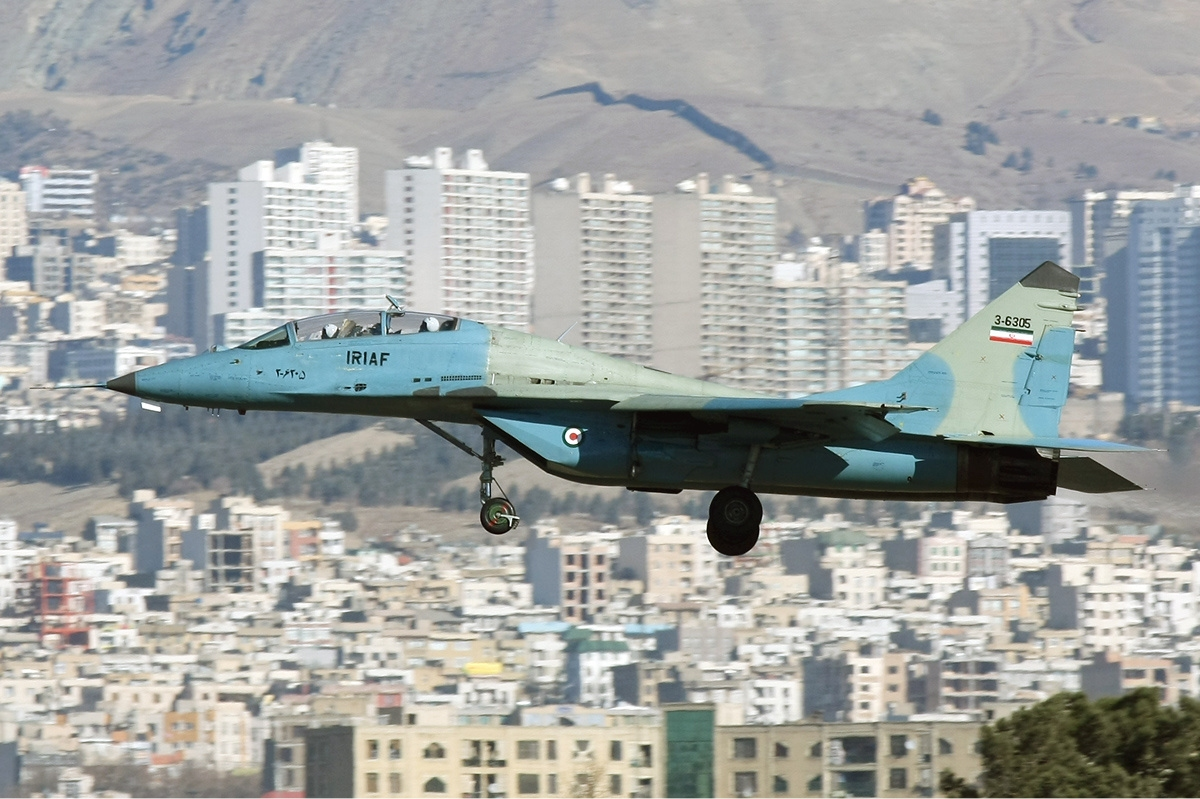
طائرة ميغ 29 التابعة للقوات الجوية الإيرانية.

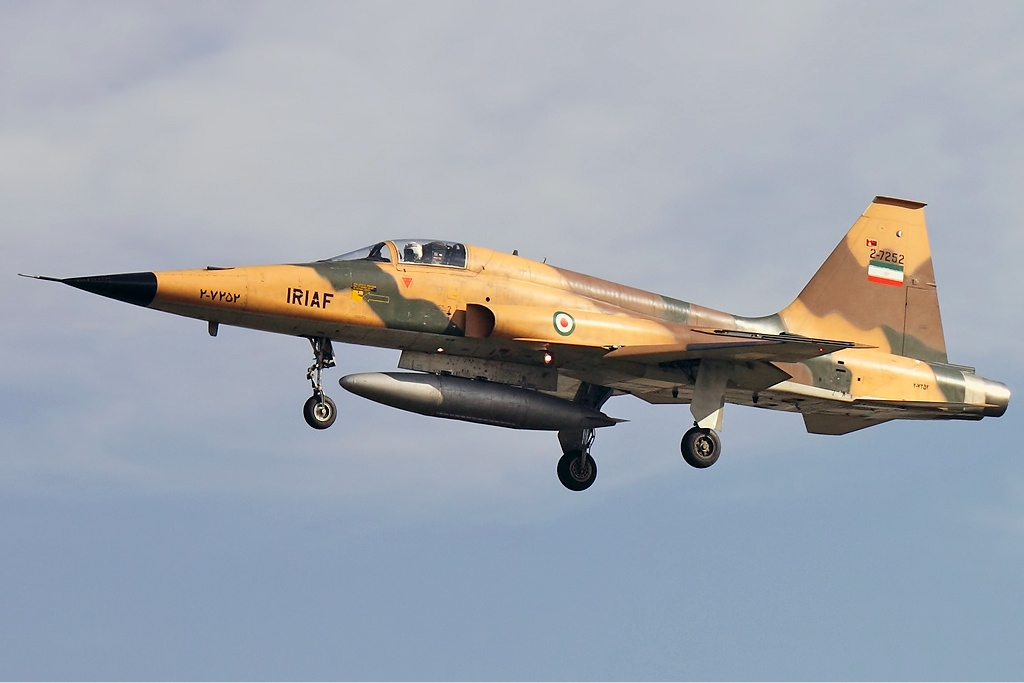
طائرة إف-5 تايغر التابعة للقوات الجوية الإيرانية.

 تاريخ القوات الجوية الإيرانية أو كما عرفت قبل 1979 القوات الجوية الإمبراطورية الإيرانية هي أحد أفرع القوات المسلحة الإيرانية وقد كانت قبل ثورة 1979 في المرتبة الثانية بعد إسرائيل في الشرق الأوسط، بلغت القوات الجوية الإمبراطورية ذروتها عام 1979 زمن حكم للشاه وكان يتوافر بها أكثر من 450 طائرة حديثة بما في ذلك طائرات إف 14 توم كات وإف 4 وإف 5، وكان عدد الطيارين يبلغ 5،000 طيار مدربين تدريبا جيدا.
في عشية الثورة الإسلامية عام 1979 بلغ عدد أفراد القوات الجوية الإيرانية 100،000 فرد، وكانت الأكثر تقدماً من بين فروع القوات المسلحة الإيرانية.

## وصلات خارجية
- Historical memorial site for the Imperial Iranian Air Force